# Jean Mariette
Mittéï (Cheratte, 5 juni 1932 - 16 april 2001), het pseudoniem van Jean Mariette, is een Belgische stripauteur. Als scenarist gebruikte hij ook het pseudoniem Hao. Hij studeerde aan het Institut Saint-Luc te Luik en ging daarna aan de slag in de reclamewereld.

## Werk
Op scenario van Greg tekende Mittéï Le bolide d'argent voor La Libre Junior. In 1959 trad hij in dienst van het weekblad Kuifje. Samen met Tibet en Vasseur tekende hij daar De 4 helden vanaf 1961. Tussen 1969 en 1975 tekende hij de herneming van Ton en Tineke. 
Vanaf 1976, nadat zijn vriend Greg in 1974 Kuifje had verlaten, ging hij tekenen voor concurrent Robbedoes.
Hier tekende hij onder meer de strip Chocolarie. Als scenarist werkt hij met verschillende tekenaars. Hij schreef onder het pseudoniem Hao de scenario's voor verschillende albums van De Minimensjes voor Serron. Voor de reeks Natasja van François Walthéry en Jakke en Silvester van Peyo schreef hij ook scenario's. Voor tekenaar Renaud schreef hij het scenario voor Mollie, Gappie en Hardebol "De gestolen stradivarius" (1978). 
Hij werkte ook als scenarist voor Hardy (Badminton) en voor Laudec (Fluitefloren).
- Bibsys: 90550898
- Bibliothèque nationale de France: cb11916318d (data)
- Gemeinsame Normdatei: 1114309176
- International Standard Name Identifier: 0000 0001 2027 8788
- Nederlandse Thesaurus van Auteursnamen: 068964072
- RKD-Nederlands Instituut voor Kunstgeschiedenis: 228086
- Système universitaire de documentation: 027032280
- Virtual International Authority File: 287118193
- WorldCat: E39PBJwhwGKTxqF7xCKbWFYwYP